# Gabriel Dias
Gabriel Dias (* 11. Juli 1990) ist ein ehemaliger brasilianischer Autorennfahrer.

## Karriere
Wie die meisten Motorsportler begann Dias seine Karriere im Kartsport, in dem er von 1998 bis 2007 aktiv war. 2008 machte er seine ersten Erfahrungen im Formelsport und fuhr sowohl in der westeuropäischen Formel Renault, in der er den 13. Gesamtrang belegte, als auch im Formel Renault 2.0 Eurocup, in dem er 24. wurde. 2009 wechselte der Brasilianer in die britische Formel-3-Meisterschaft, in der er in dieser Saison in der nationalen Klasse für das Team T-Sport startete. Er entschied acht Rennen dieser Klasse für sich und belegte am Saisonende den zweiten Platz dieser Wertung. 2010 wechselte Dias zu Hitech Racing und trat in der regulären Meisterschaft an. Beim zweiten Rennen des zweiten Rennwochenendes in Silverstone kam er hinter Alexander Sims auf dem zweiten Platz ins Ziel. Da Sims allerdings als Gastfahrer angetreten war, wurde Dias als Sieger gewertet. Am Saisonende belegte er mit drei Siegen den sechsten Gesamtrang.

## Statistik

### Karrierestationen
- 1998–2007: Kartsport
- 2008: Westeuropäische Formel Renault (Platz 13), Formel Renault 2.0 Eurocup (Platz 24)
- 2009: Britische Formel-3-Meisterschaft, nationale Klasse (Platz 2)
- 2010: Britische Formel-3-Meisterschaft (Platz 6)